# 1998 في بلجيكا
فيما يلي قوائم الأحداث التي وقعت خلال عام 1998 في بلجيكا.

## رياضة
- 1 يناير – طواف فلاندرز 1998
- 30 أغسطس – جائزة بلجيكا الكبرى 1998 الفائز دامون هيل.

## أفلام
من الأفلام التي صدرت هذه السنة في بلجيكا:
- 1 سبتمبر – بيروت الغربية من إخراج زياد دويري.

## مواليد

### يناير
- 1 يناير – فرانك نتيليكينا لاعب كرة سلة فرنسي.

### يونيو
- 18 يونيو – كوستجا موشيدي لاعب كرة سلة ألماني.

## وفيات

### يناير
- 15 يناير – أحمد وجداني (مواليد 1937) لاعب كرة قدم جزائري.

### فبراير
- 25 فبراير – فرانس بوندول (مواليد 1907) درّاج طريق بلجيكي.

### أغسطس
- 5 أغسطس – آرثر سوليرس (مواليد 1916) لاعب كرة قدم بلجيكي.